# Trichosilia
Trichosilia é um gênero de traça pertencente à família Arctiidae.